# Хлормайенит
Хлормайенит ({\displaystyle {\ce {Ca12Al14O32Cl2}}}) — редкий минерал класса окислов, назван по месту находки  — Майен (Германия). При уточнении минеральных видов надгруппы майенита в 2013 г. ММА внесла изменения в названия минералов; типовой майенит из месторождения Беллерберг оказался хлорсодержащим и был переименован в хлормайенит.

## Свойства минерала

### Структура и морфология кристаллов
Кубическая сингония. Пространственная группа — I43d; параметр ячейки — 11,97 Å; Число формульных единиц (Z) = 2. Структура близка к структуре граната;  {\displaystyle {\ce {AlO6}}}-октаэдры и половина тетраэдров {\displaystyle {\ce {SiO4}}} граната заменены тетраэдрами {\displaystyle {\ce {AlO4}}}. Два атома кислорода, которые освобождаются при замене {\displaystyle {\ce {AlO6}}} на {\displaystyle {\ce {AlO4}}}, распределены в структуре статистически с образованием групп {\displaystyle {\ce {AlO5}}}. Атомы кальция находятся в окружении 8 атомов кислорода, которые расположены по вершинам скрученного куба.

### Физические свойства
Удельный вес 2,85. Бесцветен. Прозрачен. Плавится конгруэнтно при 1455°С. Изотропен.

## Нахождение
Встречается в виде округлых зерен размером около 60{\displaystyle \mu } и меньше.  Встречен в контактово-метаморфизированных ксенолитах известняка, заключенных в лейцито-тефритовой лаве Балерберга около Майена (Германия). Ассоциируется с ларнитом, геленитом, кальцитом, волластонитом, диопсидом, гроссуляром, магнетитом, шпинелью, этрингитом, афвиллитом, гидрокалюмитом и портландитом. Минеральная ассоциация типична для пород санидитовой фации, образовавшихся при высокой температуре (600 — 1000°С) и очень низких давлениях.

## Искусственное получение
Синтезируется спеканием смеси {\displaystyle {\ce {CaCO3}}} и {\displaystyle {\ce {Al2O3}}} при 1370°С. В бинарной системе {\displaystyle {\ce {CaO}}} — {\displaystyle {\ce {Al2O3}}} , представляющей часть сложной системы {\displaystyle {\ce {CaO}}}—{\displaystyle {\ce {Al2O3}}}— {\displaystyle {\ce {Fe2O3}}} — {\displaystyle {\ce {SiO2}}}, кристаллизуется при 1455°С.